# 세헤라자데 (림스키코르사코프)

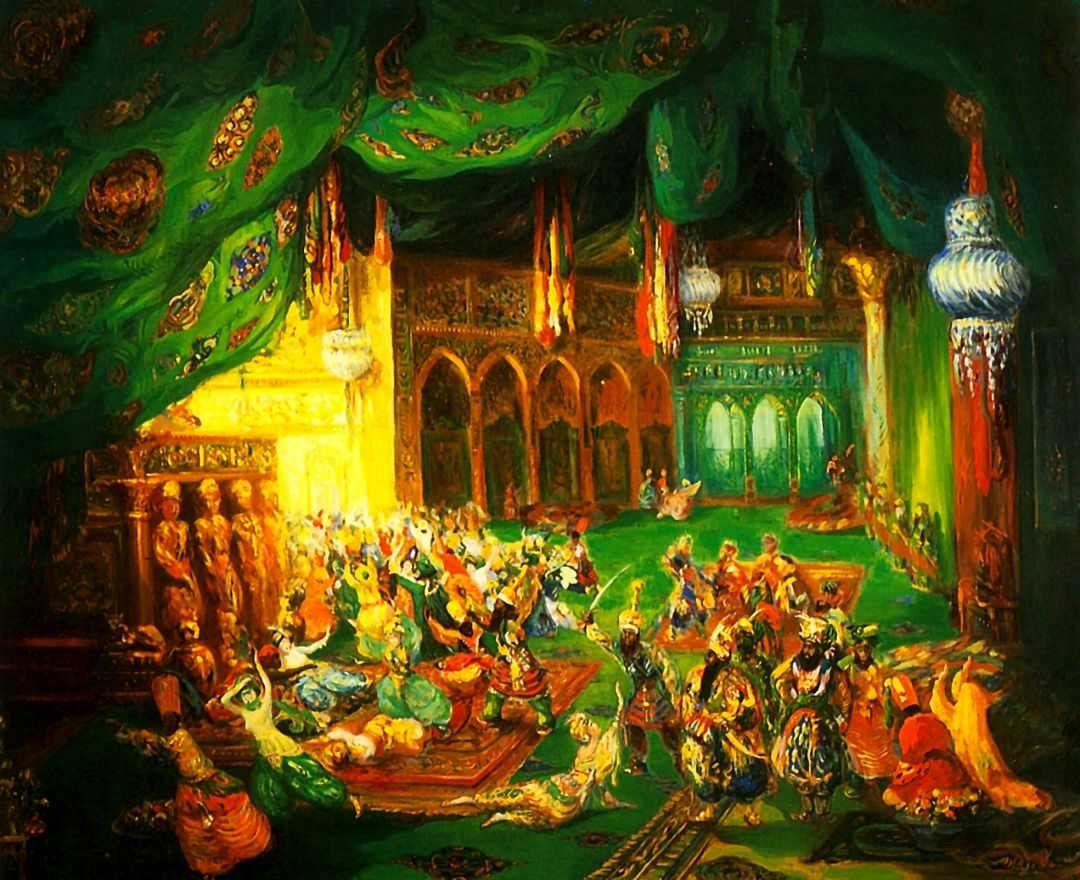

《세헤라자데 작품번호 35》(러시아어: Шехеразада, Shekherazada)는 림스키-코르사코프가 1888년에 작곡한 모음곡이다. 아라비안 나이트라는 이름으로도 알려진 천일야화에 기반한 이 모음곡은 러시아 음악에서 일반적인 유려하고 색채감이 풍부한 오케스트레이션과 림스키-코르사코프가 동양에 갖고 있던 지대한 관심을 결합한 작품이다. 특히 림스키-코르사코프의 '동양'에 대한 관심은 제정 러시아의 역사와 일반적으로 말하는 오리엔탈리즘과 맞물린다고 할 수 있다. 이 작품은 림스키-코르사코프의 가장 대중적인 작품으로 알려져 있다. 러시아의 안무가였던 미하일 포킨이 이 음악을 자신의 발레 작품에 사용했는데 작곡가의 부인이었던 나제흐다 림스카야 코사코바의 주도로 고발당하기도 했다.

## 작곡 과정
1887년의 겨울, 알렉산더 보로딘의 미완성 유작인 이고르 공을 완성해가던 중, 니콜라이는 독립된 에피소드와 아라비안 나이트의 그림들을 바탕으로 오케스트라를 위한 작품을 쓰기로 결심했다. 작품 구상을 마친 후, 그는 체르예맨예스코예 호수에 접해있는 글린키 마브리니 다차로 가족과 함께 이주했다. 그는 여름동안 세헤라자데 교향곡과 러시아 부활절 축제 서곡을 완성했다. 그가 악보 위에 남긴 싸인으로 보건대, 세헤라자데는 1888년 6월 4일에서 8월 7일 사이에 완성되었다. 이 작품은 동양에 대한 환상을 서술하는 센세이션을 자아내었다.
림스키-코르사코프는 원래 세헤라자데 속 네 개의 악장을 각각 프렐류드, 발라드, 아다지오, 피날레 로 명명하려 했으나 아나톨리 리아도프와 다른 이들의 의견과 자신의 의견에 따라 아라비안 나이트의 동화들에 나오는 테마 기반 표제로 결정했다.
작곡가는 의도적으로 제목을 모호하게 함으로써, 음악이 어느 특정한 이야기나 신밧드의 모험들과 연관되지는 않도록 했다. 하지만 피날레에 있는 표어에서 '아지브 왕자의 모험'을 언급하기는 했다. 후판본에서는, 그는 이러한 제목들을 모두다 날려버렸는데, 이는 청자들로 하여금 그의 음악이 동화 속 모험 이야기의 느낌을 자아내는 오리엔탈 주제의 교향악 작품으로 느끼게 하려 했던 것이다.
그는 "내가 원했던 것은, 만약 음악을 듣는 사람이 내 작품을 교향악으로서 좋아했을 때 단지 하나의 주제에 의한 네 개의 악장이나 독립된 작품들을 듣는다는 느낌이 아닌 다양한 동화 속 신비로운 세계를 오리엔탈적 서사의 인상을 받는 것이다"라고 말했다. 림스키-코르사코프는 '세헤라자데'라는 이름이 사람들로 하여금 일반적인 동양과 아라비안 나이트의 동화 속 놀라움으로 휩싸이게 하기 때문에 이 제목을 고집했다고 누누이 강조했다.

## 악기 편성
- 목관악기: 피콜로, 플루트2, 오보에2(제2오보에는 잉글리시 호른을 겸함), 클라리넷2(A&B♭), 바순2
- 금관악기: 호른4, 트럼펫2, 트롬본3, 튜바
- 타악기: 팀파니, 큰북, 작은북, 심벌즈, 탬버린, 트라이앵글, 탐탐
- 현악기: 하프, 현악 5부

## 악장 개요
| I.   | 대양과 신밧드의 배 (Largo e maestoso — Allegro non troppo) 제 1악장은 이리저리 뒤섞인 여러 멜로디들로 구성되어 있으며 일반적인 A-B-C-A1-B-C1의 음악적 구조를 갖는다. 각각의 부분이 매우 독립적이기는 하지만, 멜로디의 형식적인 측면에서 하나의 악장 속에서 하나로 뭉치게 된다. 고전적인 교향곡과 형식적으로는 유사하지만, 이 악장은 그의 전 작품인 Antar에서 사용된 여러 모티브들과 유사한데, Antar에서는 작곡가의 동양적 정취와는 반대로 정통 아랍 멜로디를 사용했다. |
| II.  | Kalendar 왕자 (Lento — Andantino — Allegro molto — Con moto) 2악장은 일종의 3부분 형식과 변주을 따르고 환상적 내러티브를 묘사한다. 2악장의 변주 파트에서는 단시 반주의 변화 수준에 머무르는데, 이를 통해 교향악적 투명도와 밝기를 더욱 잘 표현해낼 수 있는 단순한 음악적 라인을 살리는 '코르사코프-스러움'을 강조하고 있다. 평범한 주선율 안을 들여다보면, 빠른 속도로 조성과 팡파르 모티브 - 약음기를 사용한 트럼본과 트럼펫의 연주 - 의 구조의 변화를 강조한다. |
| III. | 젊은 왕자와 젊은 공주 (Andantino quasi allegretto — Pochissimo più mosso — Come prima — Pochissimo più animato) 제 3악장 역시 3부분 형식인데, 형식과 선율의 풍성함의 측면에서 가장 단순한 악장이라고 할 수 있다. 악장의 내(內)부분이 Tamara의 주제에 바탕하고 있다면, 바깥 악절들은 노래와 같은 멜로리 라인을 보여준다. 외(外)주제들은 박자와 공통 동기를 통해 내부 주제들과 연관된다. 3악장은 내부 동기로 코다를 통해 빠르게 돌아가면서 마무리짓게 되는데, 이는 악절의 안과 바깥을 훌륭하게 조화시킨다고 할 수 있다. |
| IV.  | 바그다드에서의 축제. 바다. 청동 기마병으로 가득한 절벽에 부딪친 배. (Allegro molto — Vivo — Allegro non troppo maestoso) 4악장은 이전 악장을 모두 하나로 모음과 동시에 다음과 같은 새로운 아이디어를 더한다: 술탄 Shakhriar의 주제에 의한 악장과 비바체 섹션의 시작, 세헤라자데의 바이올린 주선율의 반복, 그리고 배의 난파를 묘사하기 위한 팡파르 동기의 반복. 멜로디의 순차적 반복을 통해 작품의 일관성이 유지되는데 이를 통해 듣는 이에게 단순히 개별 악장들의 집합보다는 교향 모음곡의 인상을 더 강하게 남긴다. 버금딸림 단조 Shakhriar 주제와 세헤라자데의 장 으뜸화음 종지의 마지막 충돌은 환상적이고 서정적이며 결국에는 평화로운 결말로 음악을 이끌게 된다. |